# Пчёлка Майя (мультфильм)
«Пчёлка Майя» (англ. Maya the Bee Movie) — анимационный приключенческий комедийный фильм режиссёра Алексса Штадерманна, снятый в 2014 году. Основан на аниме 1975 года «Пчёлка Майя», а также косвенно на немецкой детской книге «Приключения пчёлки Майи» Вальдемара Бонзельса. По сути, это первый анимационный фильм франшизы «Пчёлка Майя».
Фильм «Пчёлка Майя» произведён студиями Studio 100 Animation и Buzz Studios и распространён компаниями StudioCanal в Австралии и Universum Film в Германии. Главные роли озвучили Коко Джек Гиллис, Коди Смит-Макфи, Ноа Тейлор, Ричард Роксбург, Джеки Уивер, Джастин Кларк, The Umbilical Brothers и Мириам Маргулис.
Фильм «Пчёлка Майя», выпущенный в прокат 4 сентября 2014 года, получил смешанные отзывы критиков и собрал 29,6 миллиона долларов по всему миру. В 2018 году был выпущен сиквел «Пчёлка Майя и Кубок мёда», а в 2021 году — «Пчёлка Майя: Медовый движ». На 2026 год запланирован спин-офф, получивший название «Арни и Барни».

## Сюжет
Майя рождается в пчелином улье, в мире множества правил, которые она часто нарушает. Когда она узнаёт о заговоре злодейки Баззлины фон Бины с целью украсть королевское молочко, Майю изгоняют из улья на луг. Вместе со своим лучшим другом Вилли Майя знакомится с молодым шершнем по имени Стинг. Вместе им предстоит остановить борьбу между пчёлами и шершнями, пока не стало слишком поздно.

## Актёрский состав
- Коко Джек Гиллис — медоносная пчёлка Майя[7]
- Коди Смит-Макфи — трутень Вилли, лучший друг Майи[8]
- Джоэл Франко — молодой шершень Стинг, лучший друг и напарник Майи и Вилли
- Ричард Роксбург — кузнечик Флип
- Джастин Кларк — мисс Кассандра, учительница пчеловодства в пчелиной школе и мать Майи в душе[8]
- Джеки Уивер — Баззлина фон Бина, королевская советница улья и заклятый враг Майи
- Энди Макфи — лидер шершней Хэнк, отец Стинга, друг Пчёл их бывший заклятый соперник[8]
- Мириам Маргулис — Королева, мать Пчёл[8]
- Дэвид Коллинз — муравьиный солдат Арни, правая рука Пола[8]
- Шейн Дандас — Барни, муравьиный солдат, напарник Арни и правая рука Пола[8]
- Джимми Джеймс Итон — муравьиный полковник Пол, лидер муравьёв[8]
- Хезер Митчелл — Медсестра, начальник рабочих пчёл[8]
- Ноа Тейлор — Кроули, уморительно неуклюжий обитатель улья, верный помощник Королевы и бывший приспешник Баззлины[8]
- Кэмерон Ральф — мотылёк Момо[8]
- Гленн Фрейзер — навозный жук Курт[8]
- Хезер Митчелл — злая и упрямая паучиха-поедательница насекомых Фёкла[8]
- Ставрула Маунтзурис — божья коровка Лара, любовный интерес Вилли[8]
- Сэм Хафт — стрекоза Драго[8]

## Производство
Студия Universum Film распространяла фильм «Пчёлка Майя» на немецкоязычных территориях через Buena Vista International, в то время как студия StudioCanal занималась дистрибуцией в Австралии. Режиссёр фильма — Алексс Штадерманн, продюсеры — Патрик Элмендорф и Торстен Вегенер из Studio 100 Animation в Мюнхене; а также Джим Баллантайн и Барбара Стивен из Buzz Studios в Сиднее. Фильм был снят совместно с Flying Bark Productions и каналом ZDF.
Коко Джек Гиллис, озвучивающая роль Майи, дебютировала в этом фильме. На момент производства ей было 9 лет.

## Критика
На сайте-агрегаторе рецензий Rotten Tomatoes 47% из 17 отзывов критиков положительные, со средней оценкой 5,6/10. Metacritic, который использует среднее арифметическое взвешенное, присвоил фильму оценку 49 из 100, основанную на 7 критиках, указав на «смешанные или средние» (англ. mixed or average) отзывы.
Фрэнк Хатерли из Screen Daily положительно оценил визуальные эффекты и боевые сцены, а также Коко Джек Гиллис в роли Майи. В одной из своих статей для Variety Питер Дебрюдж посчитал сюжет «безобидным и скучным, каким может быть анимация для дошкольников» (англ. innocuous and uninspired as preschool animation gets) и раскритиковал дизайн персонажей как «рудиментарный в лучшем случае» (англ. rudimentary at best), но, посчитав это «облегчением для родителей, измученных чрезмерно античным качеством всех этих других историй о жуках» (англ. relief to parents exhausted by the overly antic quality of all those other bug stories), похвалил интерес целевой аудитории к взаимодействию Майи с другими насекомыми Макового луга. Хотя Майкл Рехтстаффен из The Hollywood Reporter считал, что фильм не вызовет «большого ажиотажа за пределами круга дошкольниц-девочек» (англ. much of a buzz beyond female preschoolers), он высоко оценил его историю, а также актёрскую игру.
Чарльз Соломон из Los Angeles Times поставил под сомнение диалоги и финальные сцены фильма, а позже назвал его «некоторые взрослые настаивают на том, что дети хотя подбадривающую патоку» (англ. self-consciously uplifting treacle some adults insist kids want). В статье для The Sydney Morning Herald Джейк Уилсон назвал сюжет фильма «утомительно знакомой историей» (англ. wearyingly familiar story), но похвалил анимацию, а также характер Майи.

### Награды
| Награда                                  | Категория                                | Субъекты                            | Результат |
| ---------------------------------------- | ---------------------------------------- | ----------------------------------- | --------- |
| Азиатско-Тихоокеанская кинопремия        | Лучший анимационный полнометражный фильм | Барбара Стивен и Торстен Вегенер    | Номинация |
| Баварская кинопремия                     | Лучший анимационный фильм                | Патрик Элемендорф и Торстен Вегенер | Победа    |
| Ассоциация продюсеров экранов Австралии  | Лучший художественный фильм              | Барбара Стивен и Торстен Вегенер    | Номинация |
| Международный кинофестиваль в Сиэтле     | Приз молодёжного жюри                    | Алексс Штадерманн                   | Номинация |
| Международный кинофестиваль в Стокгольме | Гран-при жюри за лучший фильм            | Алексс Штадерманн                   | Номинация |